# Oswulf (Ramsbury)
Oswulf († 970) war Bischof von Ramsbury. Er wurde zwischen 949 und 950 zum Bischof geweiht und trat sein Amt im gleichen Zeitraum an. Er starb 970.